# Orfelia persimilis
Orfelia persimilis är en tvåvingeart som beskrevs av Caspers 1991. Orfelia persimilis ingår i släktet Orfelia och familjen platthornsmyggor. Inga underarter finns listade i Catalogue of Life.